# 佩吉扬
佩吉扬（法語：Péguilhan）是法国上加龙省的一个市镇，属于圣戈当区（Saint-Gaudens）热斯河畔布洛尼县（Boulogne-sur-Gesse）。该市镇总面积18.48平方公里，2009年时的人口为249人。

## 人口
佩吉扬人口变化图示